# Tennistoernooi van Moskou

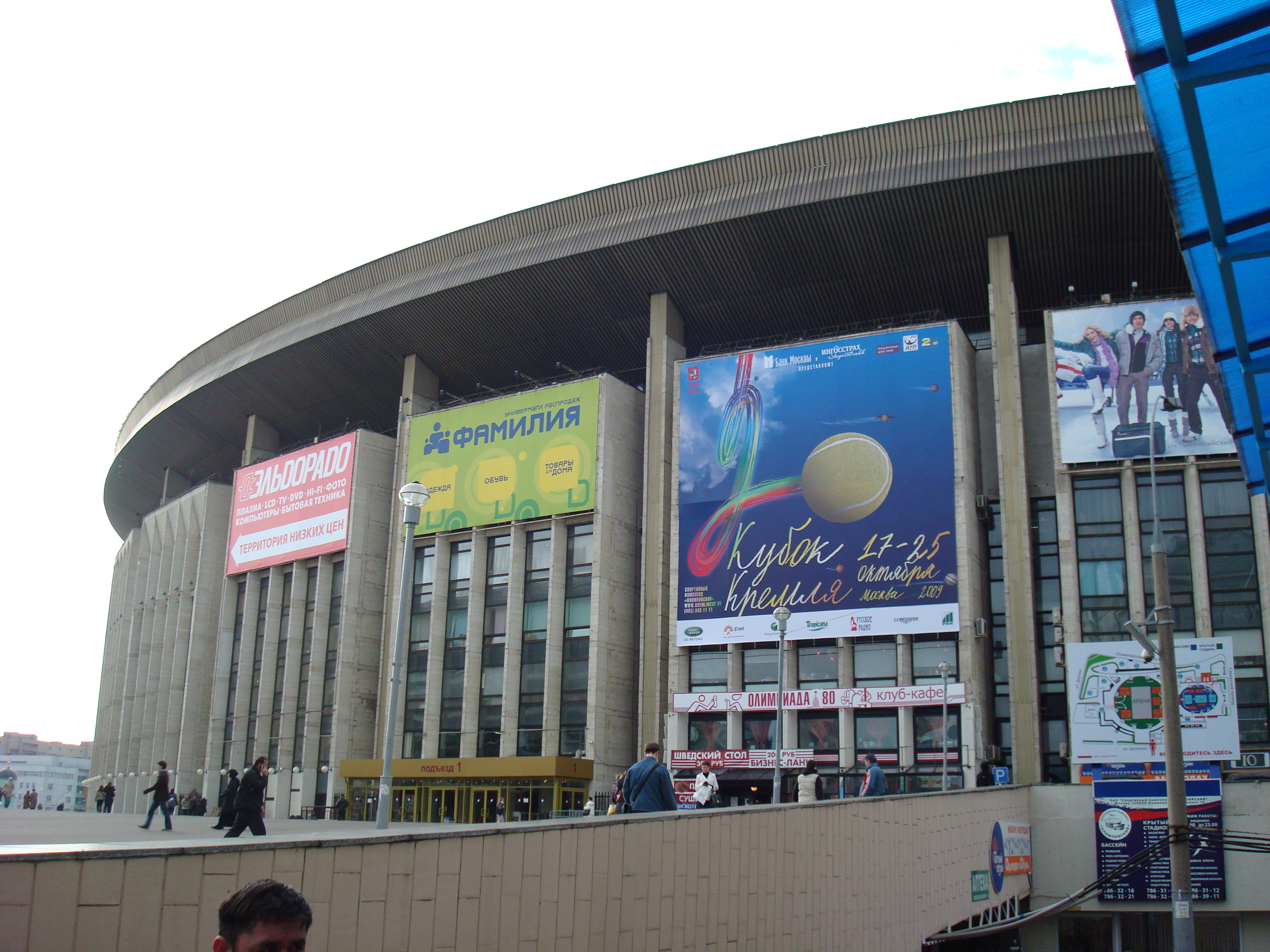
Het oude Olympisch stadion Olimpijskij

Het tennistoernooi van Moskou is een jaarlijks terugkerend toernooi dat wordt gespeeld op hardcourtbinnenbanen in de Russische hoofdstad Moskou. De traditionele locatie, het oude Olympisch stadion Olimpijskij, waar het toernooi tot en met 2018 plaatsvond, is in 2020 afgebroken. Na een tijdelijke locatie in 2019 (en een coronagerelateerde onderbreking in 2020) is het toernooi vanaf 2021 ondergebracht op twee locaties: het Irina Viner-Usmanova gymnastiekpaleis en het Sportpaleis Loezjniki. De officiële naam van het toernooi is Kremlin Cup.
Het toernooi bestaat uit twee delen:
- WTA-toernooi van Moskou, het toernooi voor de vrouwen
- ATP-toernooi van Moskou, het toernooi voor de mannen

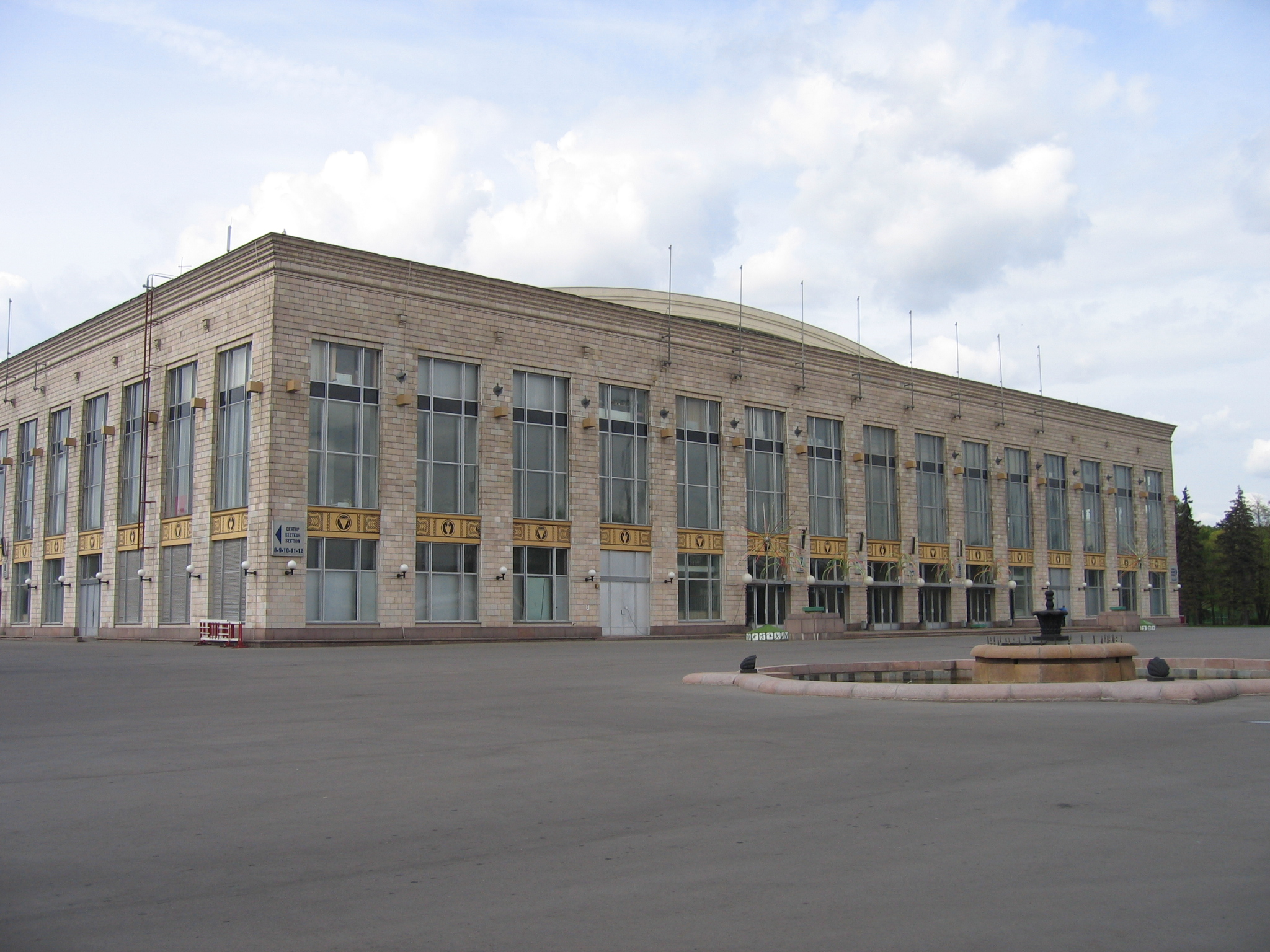
Sportpaleis Loezjniki

ATP-toernooi van Moskou – WTA-toernooi van Moskou

1996 · 1997 · 1998 · 1999 · 2000 · 2001 · 2002 · 2003 · 2004 · 2005 · 2006 · 2007 · 2008 · 2009 · 2010 · 2011 · 2012 · 2013 · 2014 · 2015 · 2016 · 2017 · 2018 · 2019 · 2020 · 2021